# Angelito Lampon
Angelito Rendon Lampon OMI (ur. 1 marca 1950 w M'Lang) – filipiński duchowny rzymskokatolicki, od 2018 arcybiskup Cotabato.

## Życiorys
Święcenia kapłańskie otrzymał 1 kwietnia 1977 w zgromadzeniu oblatów Maryi Niepokalanej. Był m.in. pracownikiem seminarium w Cotabato, dyrektorem zakonnego postulatu i scholastykatu, prowincjałem oraz radnym generalnym.
21 listopada 1997 papież Jan Paweł II prekonizował go wikariuszem apostolskim Jolo, a 6 stycznia 1998 wyświęcił go na biskupa tytularnego Valliposity. 6 listopada 2018 papież Franciszek wyznaczył go na arcybiskupa Cotabato.